# Poiana Pietrei
Poiana Pietrei – wieś w Rumunii, w okręgu Vaslui, w gminie Dragomirești. W 2011 roku liczyła 312 mieszkańców.